# Музей истории молодёжного движения
Музе́й исто́рии молодё́жного движе́ния (до 1991 года Музей истории ленинского комсомола)  — государственный музей Рязанской области, расположенный в городе Рязани на улице Свободы в бывшей резиденции рязанских губернаторов.
Во время февральской революции 1917 года здание было провозглашено Домом Свободы, который стал штаб-квартирой для городского Совета рабочих, солдатских и крестьянских депутатов. После Октябрьской революции здесь открывается клуб коммунистической молодёжи, в 1988 году в здании были размещены исторические экспозиции с материалами о работе клуба. В 1991 году музей получил современное название.
Музей с богатыми фондами (более 21 тысячи единиц хранения) является одним из центров социально-культурной и общественной жизни города, его работа ставит своей задачей патриотическое воспитание молодежи и поддержку её творческих инициатив.

## История

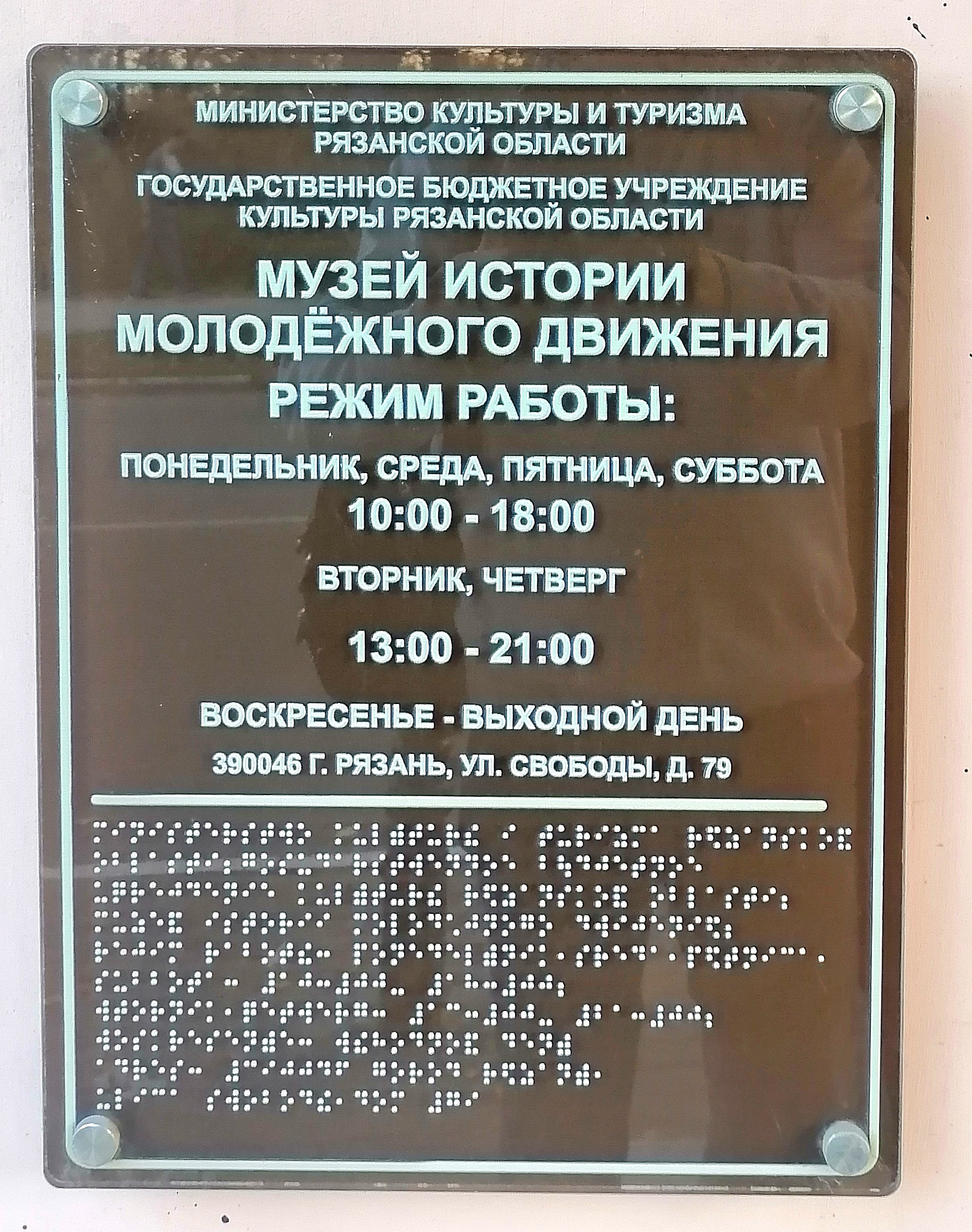

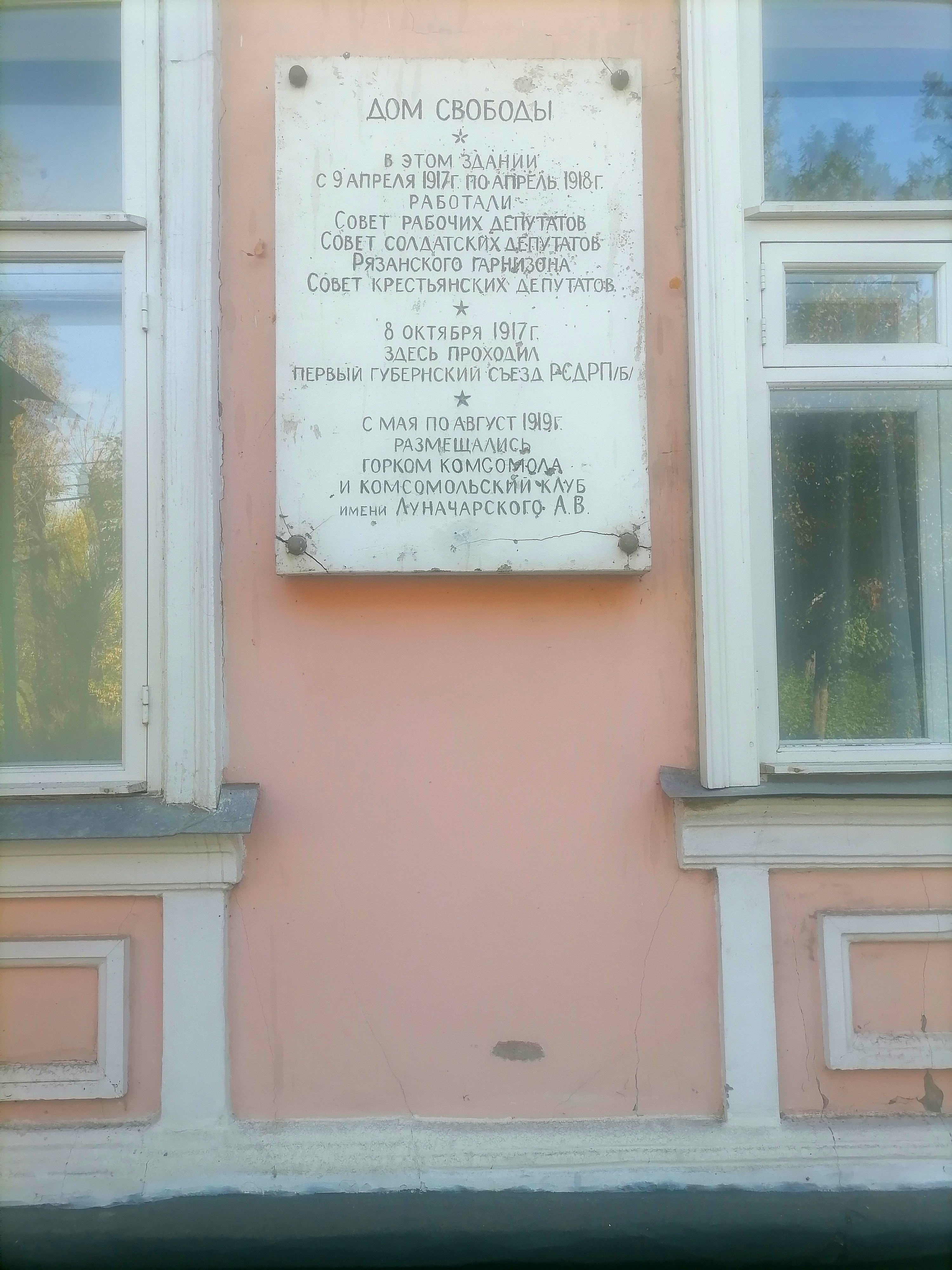

Здание музея возведено в 1876 году и предназначалось для размещения рязанского губернатора. Строительство выполнено младшим архитектором Никитиным, инженером Вейсом, купцом Щеголевым. В 1885 году резиденция была перестроена губернским архитектором Войницким. После Февральской революции, весной 1917 года здание заняли Советы рабочих и солдатских депутатов, позже — Советы крестьянских депутатов. Здание получило новое название в духе того времени — «Дом Свободы», что послужило поводом к переименованию и улицы, на которой оно было расположено : Мальшинская стала улицей Свободы.
После октябрьских событий 1917 года в «Доме Свободы» начал собираться клуб рязанских комсомольцев. После косметического ремонта в мае 1919 года состоялось торжественное открытие клуба, получившего имя первого советского наркома просвещения А. В. Луначарского. Гостями клуба были активные участники борьбы за установление советской власти в Рязани М. И. Воронков, А. С. Сыромятников, М. Н. Шабулин. При клубе была открыта библиотека с читальным залом, библиотечный фонд составлял около 1500 книг, выписывались свежие газеты. Проходили концерты, вечера, собрания молодежи, диспуты. Однако в 1930-е годы здание передали под жилые квартиры.
В 1974 году историческое здание музея было отнесено к числу объектов культурного наследия федерального значения.
В 1988 году в расселённых помещениях были закончены реставрационные работы и начал свою работу Музей истории рязанской областной комсомольской организации при Рязанском обкоме ВЛКСМ. Первая экспозиция была организована на тему «Начало большого пути…»
С 1991 года музей носит современное название.

## Экспозиция
Постоянно действующие экспозиции музея размещены в залах «Разрушенный дом» (документальный материал о локальных войнах в современной истории России); «Письма с фронта» — рассказ о событиях Великой Отечественной войны в связи с судьбами рязанцев; «Зал доблести и славы» рассказывает о рязанцах — Героях Советского Союза и Полных кавалерах ордена Славы; рассказу о военной службе моряков-рязанцев в разные периоды российской истории рассказывает зал «Славу флота российского приумножать…».
Фонды музея хранят обширный материал по истории комсомола: коллекцию фотографий и письменных источников, коллекцию тканей (знамена общественных организаций и военное обмундирование советских времён), нумизматические коллекции (знаки, значки, в том числе и зарубежных социалистических молодежных организаций) а также архивы известных рязанцев — М. И. Воронкова, И. А. Миловой, Е. Н. Каширина, В. Б. Сигалова, И. Я. Любченко, участников Великой Отечественной войны и локальных войн.
В 2024 году в Торговом городке в павильоне № 10 был открыт филиал музея с интерактивной экспозицией, рассказывающей о исторических вехах и достижениях Рязанской области.

## Выставки
Музей организует тематические сменные выставки

## Галерея выставок

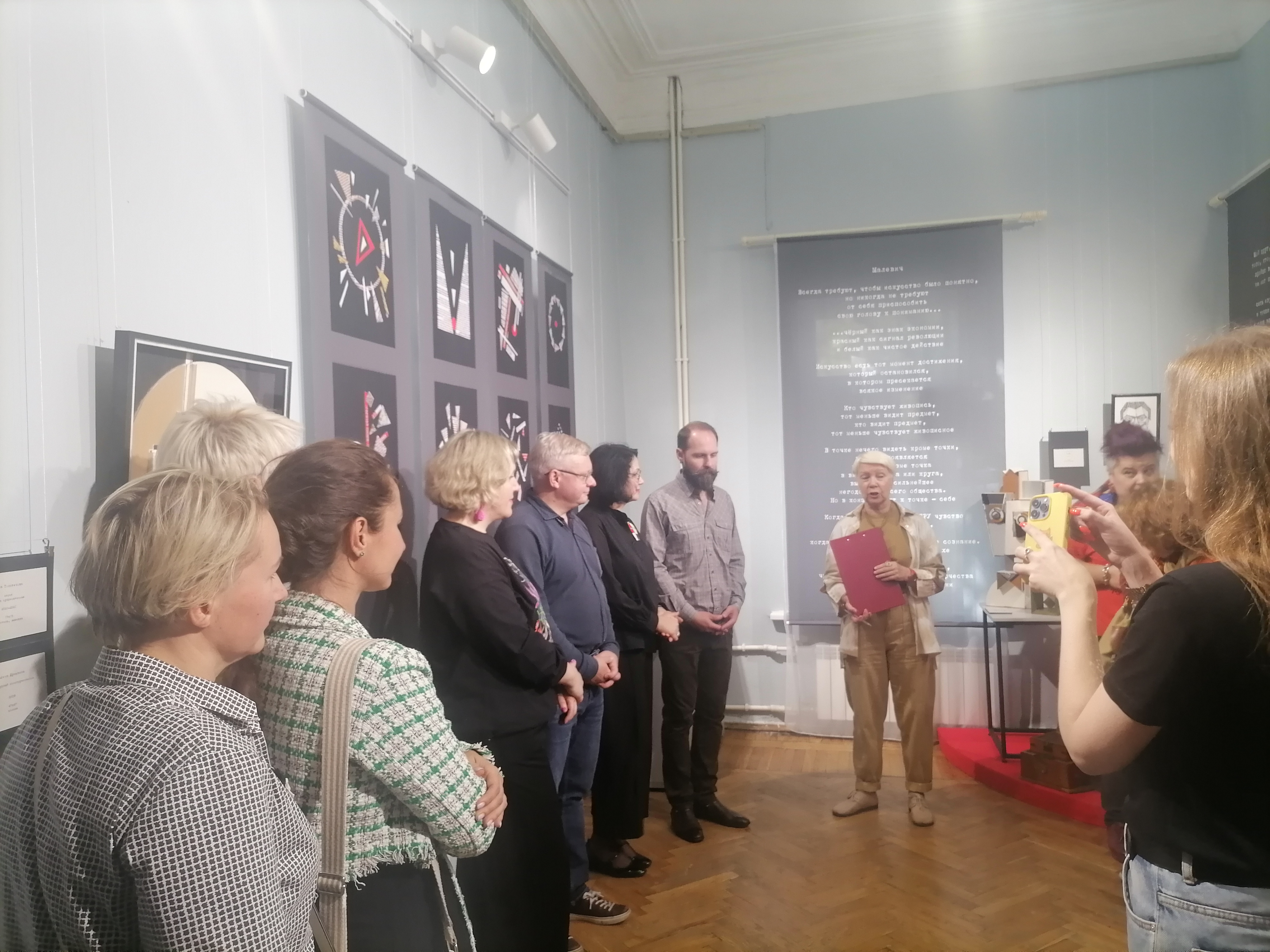
Выступает Елена Графшина
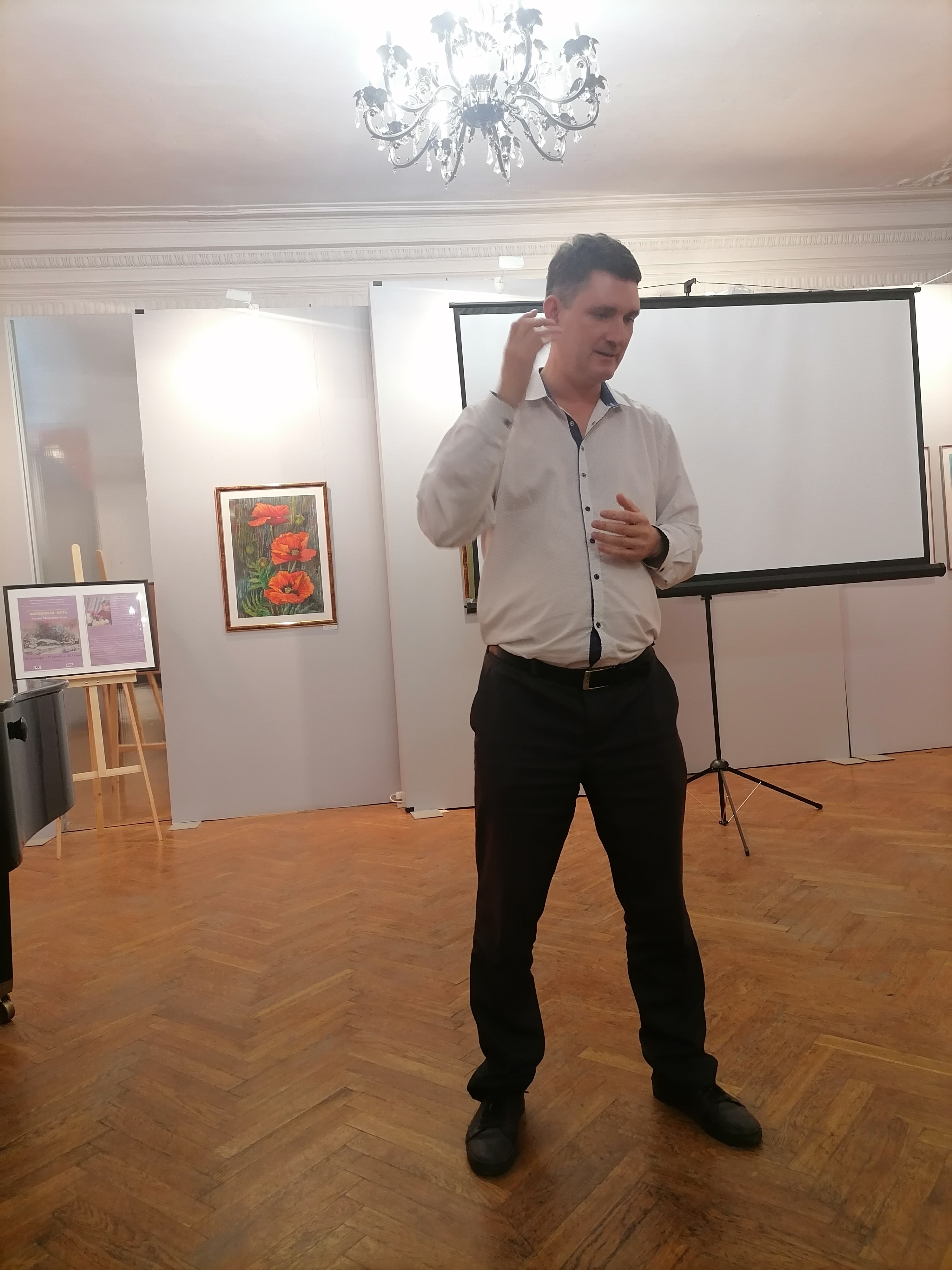
Дмитрий Макаров
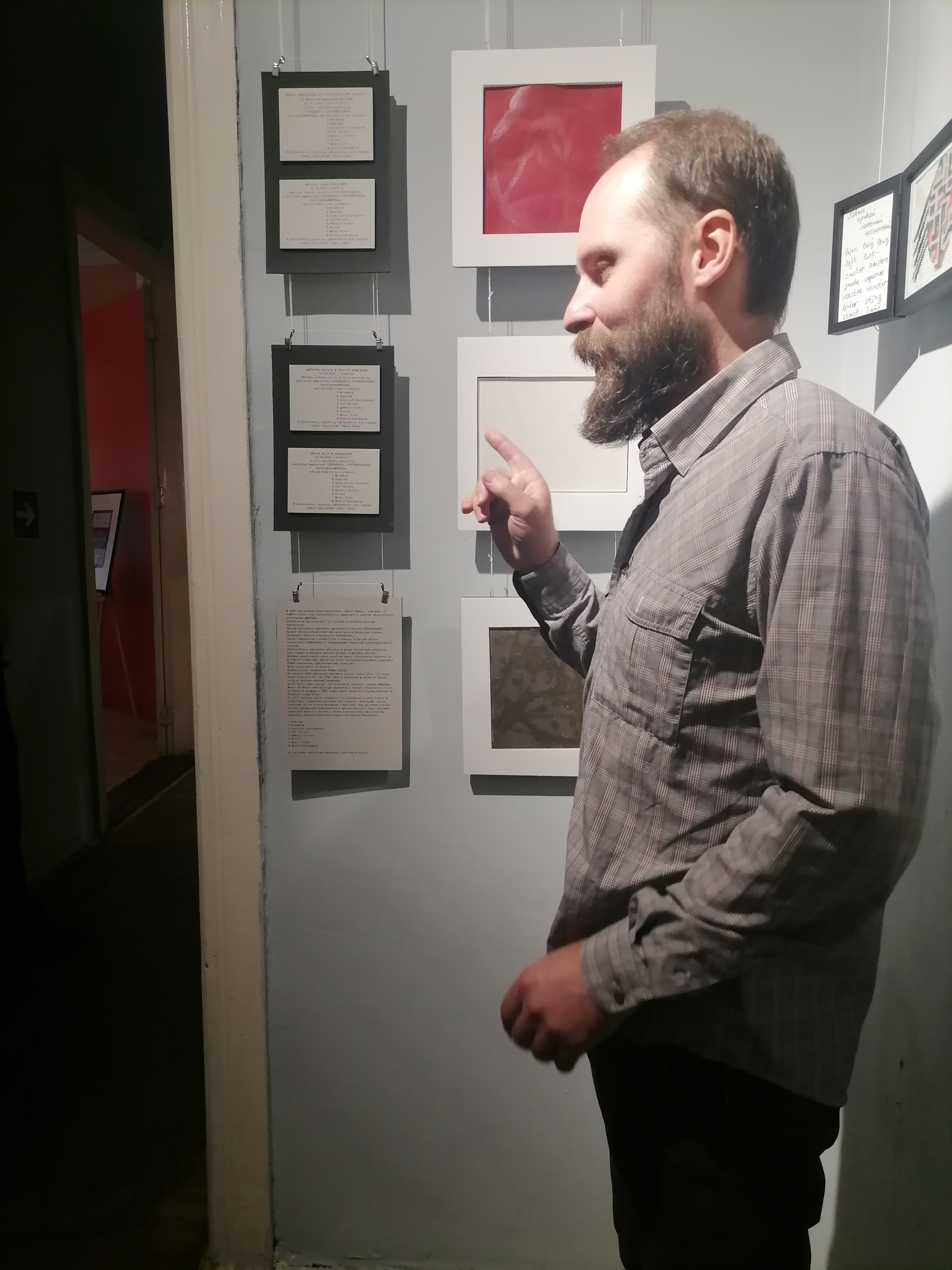
Павел Задорожный
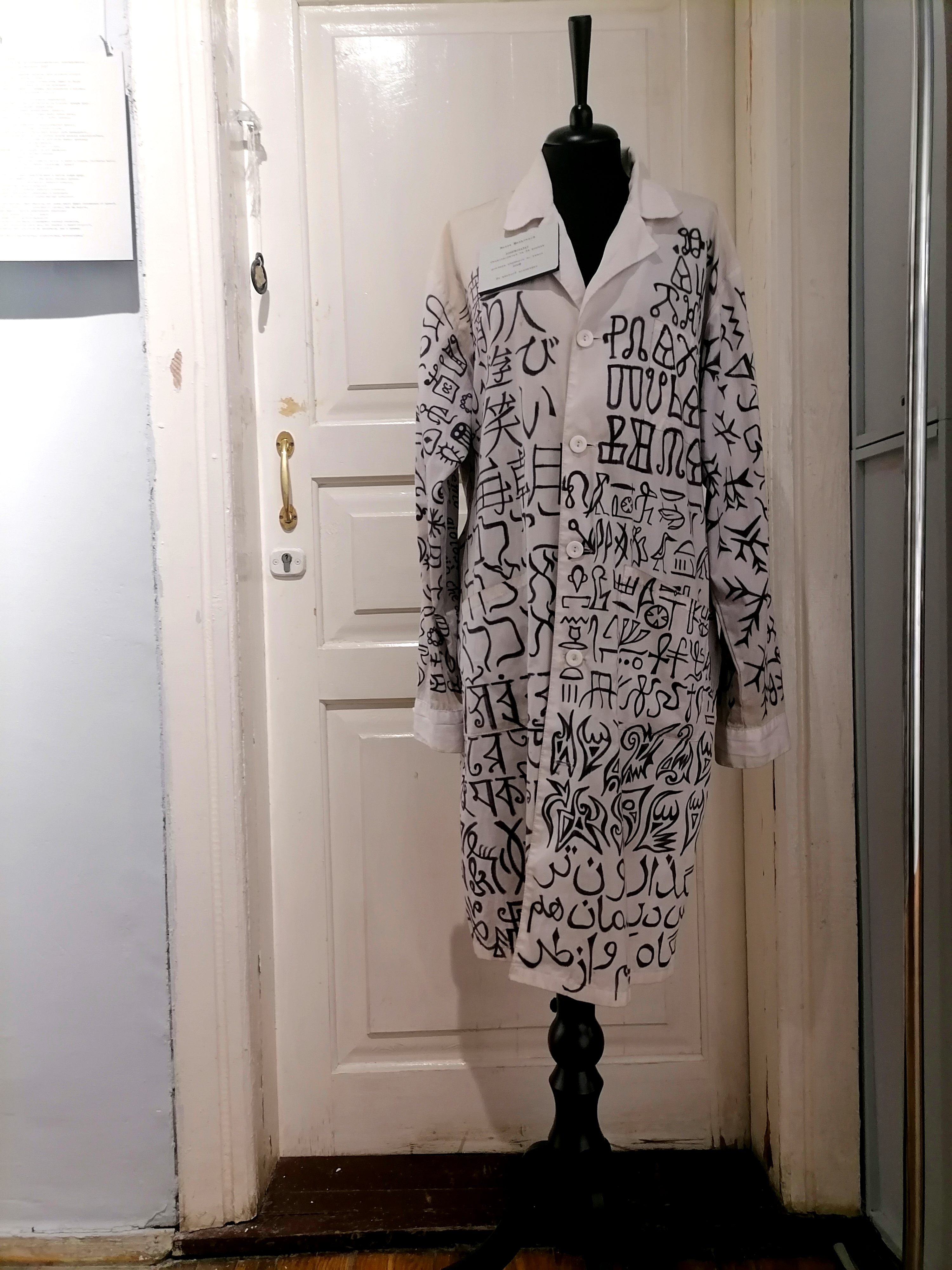
Халат Вилли Мельникова
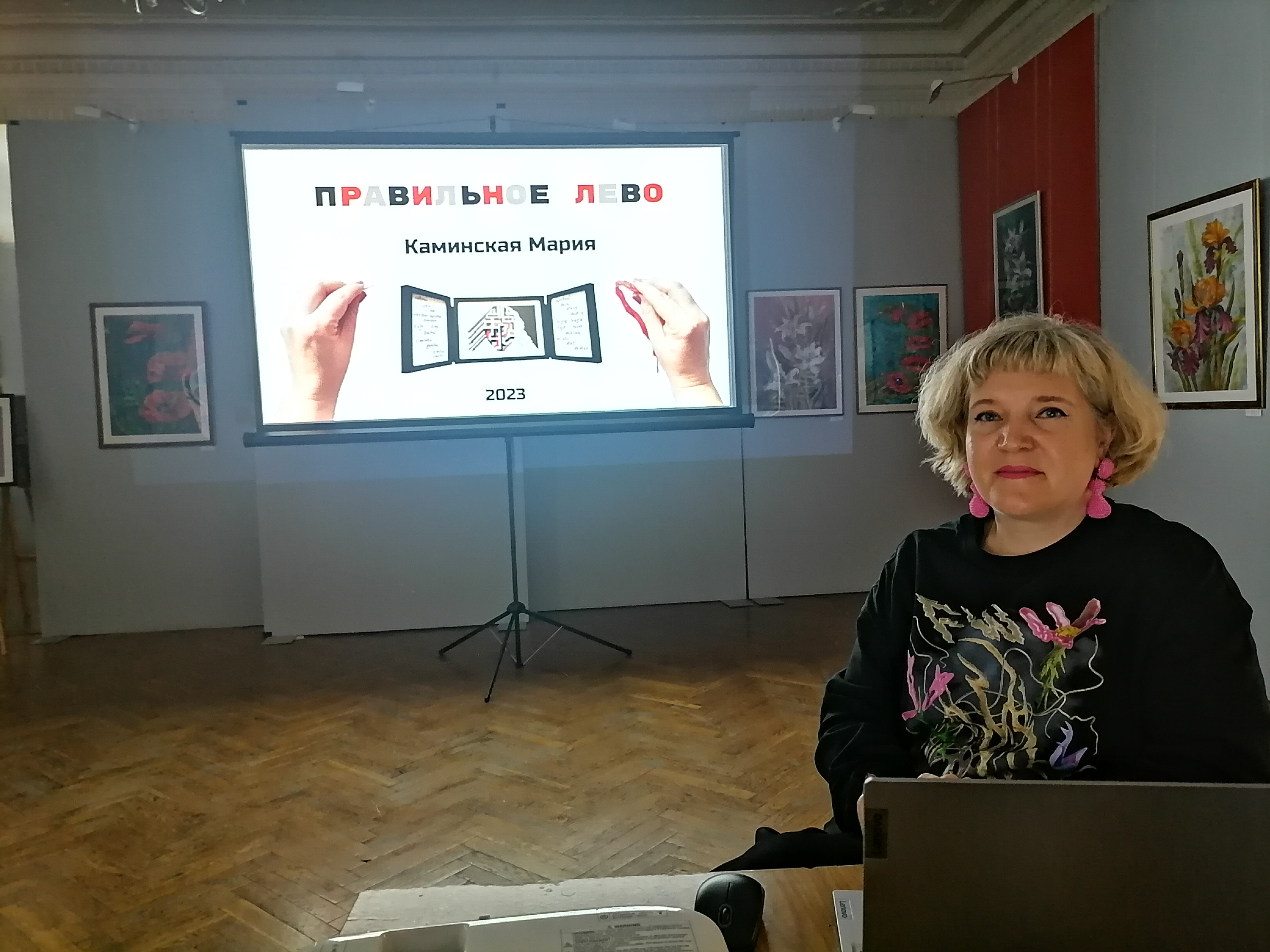
Лекция в Музее. Мария Каминская